# Giro d'Itàlia femení de 2024
La 35 edició del Giro d'Itàlia femení (Giro d'Italia Donne en italià) fou una cursa ciclista que tingué lloc del 7 al 14 de juliol de 2024. Formava part del calendari UCI Women's WorldTour 2024 en categoria 2.WWT.
L'italiana Elisa Longo Borghini (Lidl-Trek) en fou la campiona, després d'haver guanyat la primera etapa i haver conservat el lideratge durant la resta de la competició. L'acompanyaren al podi la belga Lotte Kopecky (SD Worx-Protime), qui també s'imposà a la classificació dels punts, i l'australiana Neve Bradbury (Canyon-SRAM Racing), qui també fou la guanyadora de la classificació de les joves. La belga Justine Ghekiere (AG Insurance - Soudal Team) fou la vencedora de la classificació de la muntanya i el Liv AlUla Jayco fou el millor equip.

## Equips
| UCI Women's WorldTeams (15)- AG Insurance-Soudal Team - Canyon-SRAM Racing - Ceratizit-WNT Pro Cycling - FDJ-Suez - Fenix-Deceuninck - Human Powered Health - Lidl-Trek - Liv AlUla Jayco - Movistar Team - Roland - Team DSM-Firmenich PostNL - SD Worx-Protime - Team Visma \| Lease a Bike - UAE Team ADQ - Uno-X Mobility UCI Women's continental teams (7)- Bepink-Bongioanni - Cofidis - EF-Oatly-Cannondale - Isolmant-Premac-Vittoria - Laboral Kutxa-Fundacion Euskadi - Tashkent City Women Professional Cycling Team - Top Girls Fassa Bortolo |
| |

## Candidates a la victòria
A falta de la guanyadora de l'edició precedent, Annemiek van Vleuten, que s'havia retirat a la fi de la temporada anterior, i de diverses líders del pilot que feren una pausa per a preparar els Jocs Olímpics i el Tour de França, l'edició es presentava molt oberta. L'equip Lidl-Trek semblava el que tenia un millor equip perquè comptava amb Elisa Longo Borghini, que havia acabat dues vegades al podi de la prova prèviament i havia fet una bona actuació el 2023 fins que va patir una caiguda, i amb l'escaladora Gaia Realini. Juliette Labous, segona l'any anterior, també era una de les candidates al triomf final, així com la veterana Mavi Garcia, tercera el 2022, o Cecilie Uttrup Ludwig. Les bones prestacions contra el rellotge de Grace Brown també la feien una aspirant a la victòria. Finalment, la polivalent Lotte Kopecky, segona al Tour de França 2023, era la cap de files de l'SD Worx-Protime i això la posicionava en un bon lloc per a lluitar pel Giro.

## Etapes
| Etapa    | Data      | Ciutats d'etapa                   | type                      | Distància (km) | Vencedora de l'etapa | Líder de la general  |
| -------- | --------- | --------------------------------- | ------------------------- | -------------- | -------------------- | -------------------- |
| 1a etapa | 7 de jul  | Brescia – Brescia                 | contrarellotge individual | 14,6           | Elisa Longo Borghini | Elisa Longo Borghini |
| 2a etapa | 8 de jul  | Sirmione – Volta Mantovana        | etapa plana               | 102            | Chiara Consonni      | Elisa Longo Borghini |
| 3a etapa | 9 de jul  | Sabbioneta – Toano                | etapa accidentada         | 111            | Niamh Fisher-Black   | Elisa Longo Borghini |
| 4a etapa | 10 de jul | Imola – Urbino                    | etapa accidentada         | 134            | Clara Emond          | Elisa Longo Borghini |
| 5a etapa | 11 de jul | Frontone – Foligno                | etapa plana               | 111            | Lotte Kopecky        | Elisa Longo Borghini |
| 6a etapa | 12 de jul | San Benedetto del Tronto – Chieti | etapa accidentada         | 155            | Liane Lippert        | Elisa Longo Borghini |
| 7a etapa | 13 de jul | Lanciano – Blockhaus              | etapa de muntanya         | 123            | Neve Bradbury        | Elisa Longo Borghini |
| 8a etapa | 14 de jul | Pescara – L'Aquila                | etapa de muntanya         | 109            | Kimberley Le Court   | Elisa Longo Borghini |

## Desenvolupament de la cursa

### 7 de juliol de 2024.Brescia-Brescia. 14,6 km (CRI)
| \| Classificació de l'etapa \| Classificació de l'etapa \| Classificació de l'etapa \| Classificació de l'etapa \| Classificació de l'etapa \| \| Ciclista \| Ciclista \| Equip \| Temps \| \| \| ------------------------ \| ------------------------ \| -------------------------- \| ------------------------ \| ------------------------ \| \| 1r \| Elisa Longo Borghini \| Lidl-Trek \| 20' 37" \| \| \| 2n \| Grace Brown \| FDJ-Suez \| + 1" \| \| \| 3r \| Brodie Chapman \| Lidl-Trek \| + 13" \| \| \| 4t \| Lieke Nooijen \| Team Visma \\| Lease a Bike \| + 23" \| \| \| 5è \| Lotte Kopecky \| SD Worx-Protime \| + 25" \| \| \| 6è \| Elena Hartmann \| Roland \| + 28" \| \| \| 7è \| Juliette Labous \| Team dsm-firmenich PostNL \| + 29" \| \| \| 8è \| Ruth Winder \| Human Powered Health \| + 30" \| \| \| 9è \| Cédrine Kerbaol \| Ceratizit-WNT Pro Cycling \| + 38" \| \| \| 10è \| Loes Adegeest \| FDJ-Suez \| + 38" \| \| |                      |                            |         |
| |                      |                            |         |
| |                      |                            |         |
| Classificació de l'etapa |                      |                            |         |
| Ciclista | Ciclista             | Equip                      | Temps   |
| 1r | Elisa Longo Borghini | Lidl-Trek                  | 20' 37" |
| 2n | Grace Brown          | FDJ-Suez                   | + 1"    |
| 3r | Brodie Chapman       | Lidl-Trek                  | + 13"   |
| 4t | Lieke Nooijen        | Team Visma \| Lease a Bike | + 23"   |
| 5è | Lotte Kopecky        | SD Worx-Protime            | + 25"   |
| 6è | Elena Hartmann       | Roland                     | + 28"   |
| 7è | Juliette Labous      | Team dsm-firmenich PostNL  | + 29"   |
| 8è | Ruth Winder          | Human Powered Health       | + 30"   |
| 9è | Cédrine Kerbaol      | Ceratizit-WNT Pro Cycling  | + 38"   |
| 10è | Loes Adegeest        | FDJ-Suez                   | + 38"   |

| \| Classificació general \| Classificació general \| Classificació general \| Classificació general \| Classificació general \| \| Ciclista \| Ciclista \| Equip \| Temps \| \| \| --------------------- \| --------------------- \| -------------------------- \| --------------------- \| --------------------- \| \| 1r \| Elisa Longo Borghini \| Lidl-Trek \| 20' 37" \| \| \| 2n \| Grace Brown \| FDJ-Suez \| + 1" \| \| \| 3r \| Brodie Chapman \| Lidl-Trek \| + 13" \| \| \| 4t \| Lieke Nooijen \| Team Visma \\| Lease a Bike \| + 23" \| \| \| 5è \| Lotte Kopecky \| SD Worx-Protime \| + 25" \| \| \| 6è \| Elena Hartmann \| Roland \| + 28" \| \| \| 7è \| Juliette Labous \| Team dsm-firmenich PostNL \| + 29" \| \| \| 8è \| Ruth Winder \| Human Powered Health \| + 30" \| \| \| 9è \| Cédrine Kerbaol \| Ceratizit-WNT Pro Cycling \| + 38" \| \| \| 10è \| Loes Adegeest \| FDJ-Suez \| + 38" \| \| |                      |                            |         |
| |                      |                            |         |
| |                      |                            |         |
| Classificació general |                      |                            |         |
| Ciclista | Ciclista             | Equip                      | Temps   |
| 1r | Elisa Longo Borghini | Lidl-Trek                  | 20' 37" |
| 2n | Grace Brown          | FDJ-Suez                   | + 1"    |
| 3r | Brodie Chapman       | Lidl-Trek                  | + 13"   |
| 4t | Lieke Nooijen        | Team Visma \| Lease a Bike | + 23"   |
| 5è | Lotte Kopecky        | SD Worx-Protime            | + 25"   |
| 6è | Elena Hartmann       | Roland                     | + 28"   |
| 7è | Juliette Labous      | Team dsm-firmenich PostNL  | + 29"   |
| 8è | Ruth Winder          | Human Powered Health       | + 30"   |
| 9è | Cédrine Kerbaol      | Ceratizit-WNT Pro Cycling  | + 38"   |
| 10è | Loes Adegeest        | FDJ-Suez                   | + 38"   |

### 8 de juliol de 2024.Sirmione-Volta Mantovana102 km
| \| Classificació de l'etapa \| Classificació de l'etapa \| Classificació de l'etapa \| Classificació de l'etapa \| Classificació de l'etapa \| \| Ciclista \| Ciclista \| Equip \| Temps \| \| \| ------------------------ \| ------------------------ \| ------------------------- \| ------------------------ \| ------------------------ \| \| 1r \| Chiara Consonni \| UAE Team ADQ \| 2h 41' 58" \| \| \| 2n \| Lotte Kopecky \| SD Worx-Protime \| + 0" \| \| \| 3r \| Elisa Balsamo \| Lidl-Trek \| + 0" \| \| \| 4t \| Arlenis Sierra Cañadilla \| Movistar Team \| + 0" \| \| \| 5è \| Mylene de Zoete \| Ceratizit-WNT Pro Cycling \| + 0" \| \| \| 6è \| Kimberley Le Court \| AG Insurance-Soudal Team \| + 0" \| \| \| 7è \| Silvia Zanardi \| Human Powered Health \| + 0" \| \| \| 8è \| Letizia Borghesi \| EF-Oatly-Cannondale \| + 0" \| \| \| 9è \| Elisa Longo Borghini \| Lidl-Trek \| + 0" \| \| \| 10è \| Kathrin Schweinberger \| Ceratizit-WNT Pro Cycling \| + 0" \| \| |                          |                           |            |
| |                          |                           |            |
| |                          |                           |            |
| Classificació de l'etapa |                          |                           |            |
| Ciclista | Ciclista                 | Equip                     | Temps      |
| 1r | Chiara Consonni          | UAE Team ADQ              | 2h 41' 58" |
| 2n | Lotte Kopecky            | SD Worx-Protime           | + 0"       |
| 3r | Elisa Balsamo            | Lidl-Trek                 | + 0"       |
| 4t | Arlenis Sierra Cañadilla | Movistar Team             | + 0"       |
| 5è | Mylene de Zoete          | Ceratizit-WNT Pro Cycling | + 0"       |
| 6è | Kimberley Le Court       | AG Insurance-Soudal Team  | + 0"       |
| 7è | Silvia Zanardi           | Human Powered Health      | + 0"       |
| 8è | Letizia Borghesi         | EF-Oatly-Cannondale       | + 0"       |
| 9è | Elisa Longo Borghini     | Lidl-Trek                 | + 0"       |
| 10è | Kathrin Schweinberger    | Ceratizit-WNT Pro Cycling | + 0"       |

| \| Classificació general \| Classificació general \| Classificació general \| Classificació general \| Classificació general \| \| Ciclista \| Ciclista \| Equip \| Temps \| \| \| --------------------- \| --------------------- \| ------------------------- \| --------------------- \| --------------------- \| \| 1r \| Elisa Longo Borghini \| Lidl-Trek \| 3h 02' 35" \| \| \| 2n \| Grace Brown \| FDJ-Suez \| + 1" \| \| \| 3r \| Brodie Chapman \| Lidl-Trek \| + 13" \| \| \| 4t \| Lotte Kopecky \| SD Worx-Protime \| + 19" \| \| \| 5è \| Juliette Labous \| Team dsm-firmenich PostNL \| + 29" \| \| \| 6è \| Ruth Winder \| Human Powered Health \| + 30" \| \| \| 7è \| Cédrine Kerbaol \| Ceratizit-WNT Pro Cycling \| + 38" \| \| \| 8è \| Loes Adegeest \| FDJ-Suez \| + 38" \| \| \| 9è \| Katrine Aalerud \| Uno-X Mobility \| + 45" \| \| \| 10è \| Franziska Koch \| Team dsm-firmenich PostNL \| + 47" \| \| |                      |                           |            |
| |                      |                           |            |
| |                      |                           |            |
| Classificació general |                      |                           |            |
| Ciclista | Ciclista             | Equip                     | Temps      |
| 1r | Elisa Longo Borghini | Lidl-Trek                 | 3h 02' 35" |
| 2n | Grace Brown          | FDJ-Suez                  | + 1"       |
| 3r | Brodie Chapman       | Lidl-Trek                 | + 13"      |
| 4t | Lotte Kopecky        | SD Worx-Protime           | + 19"      |
| 5è | Juliette Labous      | Team dsm-firmenich PostNL | + 29"      |
| 6è | Ruth Winder          | Human Powered Health      | + 30"      |
| 7è | Cédrine Kerbaol      | Ceratizit-WNT Pro Cycling | + 38"      |
| 8è | Loes Adegeest        | FDJ-Suez                  | + 38"      |
| 9è | Katrine Aalerud      | Uno-X Mobility            | + 45"      |
| 10è | Franziska Koch       | Team dsm-firmenich PostNL | + 47"      |

### 9 de juliol de 2024.Sabbioneta- Toano 111 km
| \| Classificació de l'etapa \| Classificació de l'etapa \| Classificació de l'etapa \| Classificació de l'etapa \| Classificació de l'etapa \| \| Ciclista \| Ciclista \| Equip \| Temps \| \| \| ------------------------ \| ---------------------------------- \| ------------------------- \| ------------------------ \| ------------------------ \| \| 1r \| Niamh Fisher-Black \| SD Worx-Protime \| 2h 49' 19" \| \| \| 2n \| Lotte Kopecky \| SD Worx-Protime \| + 6" \| \| \| 3r \| Juliette Labous \| Team dsm-firmenich PostNL \| + 6" \| \| \| 4t \| Elisa Longo Borghini \| Lidl-Trek \| + 6" \| \| \| 5è \| Pauliena Rooijakkers \| Fenix-Deceuninck \| + 10" \| \| \| 6è \| Margarita Victoria García Cañellas \| Liv AlUla Jayco \| + 12" \| \| \| 7è \| Neve Bradbury \| Canyon-SRAM Racing \| + 14" \| \| \| 8è \| Cecilie Uttrup Ludwig \| FDJ-Suez \| + 14" \| \| \| 9è \| Antonia Niedermaier \| Canyon-SRAM Racing \| + 17" \| \| \| 10è \| Kimberley Le Court \| AG Insurance-Soudal Team \| + 24" \| \| |                                    |                           |            |
| |                                    |                           |            |
| |                                    |                           |            |
| Classificació de l'etapa |                                    |                           |            |
| Ciclista | Ciclista                           | Equip                     | Temps      |
| 1r | Niamh Fisher-Black                 | SD Worx-Protime           | 2h 49' 19" |
| 2n | Lotte Kopecky                      | SD Worx-Protime           | + 6"       |
| 3r | Juliette Labous                    | Team dsm-firmenich PostNL | + 6"       |
| 4t | Elisa Longo Borghini               | Lidl-Trek                 | + 6"       |
| 5è | Pauliena Rooijakkers               | Fenix-Deceuninck          | + 10"      |
| 6è | Margarita Victoria García Cañellas | Liv AlUla Jayco           | + 12"      |
| 7è | Neve Bradbury                      | Canyon-SRAM Racing        | + 14"      |
| 8è | Cecilie Uttrup Ludwig              | FDJ-Suez                  | + 14"      |
| 9è | Antonia Niedermaier                | Canyon-SRAM Racing        | + 17"      |
| 10è | Kimberley Le Court                 | AG Insurance-Soudal Team  | + 24"      |

| \| Classificació general \| Classificació general \| Classificació general \| Classificació general \| Classificació general \| \| Ciclista \| Ciclista \| Equip \| Temps \| \| \| --------------------- \| ---------------------------------- \| ------------------------- \| --------------------- \| --------------------- \| \| 1r \| Elisa Longo Borghini \| Lidl-Trek \| 5h 52' 00" \| \| \| 2n \| Lotte Kopecky \| SD Worx-Protime \| + 13" \| \| \| 3r \| Juliette Labous \| Team dsm-firmenich PostNL \| + 25" \| \| \| 4t \| Antonia Niedermaier \| Canyon-SRAM Racing \| + 59" \| \| \| 5è \| Niamh Fisher-Black \| SD Worx-Protime \| + 1' 00" \| \| \| 6è \| Margarita Victoria García Cañellas \| Liv AlUla Jayco \| + 1' 26" \| \| \| 7è \| Katrine Aalerud \| Uno-X Mobility \| + 1' 27" \| \| \| 8è \| Pauliena Rooijakkers \| Fenix-Deceuninck \| + 1' 27" \| \| \| 9è \| Cecilie Uttrup Ludwig \| FDJ-Suez \| + 1' 30" \| \| \| 10è \| Kimberley Le Court \| AG Insurance-Soudal Team \| + 1' 31" \| \| |                                    |                           |            |
| |                                    |                           |            |
| |                                    |                           |            |
| Classificació general |                                    |                           |            |
| Ciclista | Ciclista                           | Equip                     | Temps      |
| 1r | Elisa Longo Borghini               | Lidl-Trek                 | 5h 52' 00" |
| 2n | Lotte Kopecky                      | SD Worx-Protime           | + 13"      |
| 3r | Juliette Labous                    | Team dsm-firmenich PostNL | + 25"      |
| 4t | Antonia Niedermaier                | Canyon-SRAM Racing        | + 59"      |
| 5è | Niamh Fisher-Black                 | SD Worx-Protime           | + 1' 00"   |
| 6è | Margarita Victoria García Cañellas | Liv AlUla Jayco           | + 1' 26"   |
| 7è | Katrine Aalerud                    | Uno-X Mobility            | + 1' 27"   |
| 8è | Pauliena Rooijakkers               | Fenix-Deceuninck          | + 1' 27"   |
| 9è | Cecilie Uttrup Ludwig              | FDJ-Suez                  | + 1' 30"   |
| 10è | Kimberley Le Court                 | AG Insurance-Soudal Team  | + 1' 31"   |

### 10 de juliol de 2024.Imola-Urbino131 km
| \| Classificació de l'etapa \| Classificació de l'etapa \| Classificació de l'etapa \| Classificació de l'etapa \| Classificació de l'etapa \| \| Ciclista \| Ciclista \| Equip \| Temps \| \| \| ------------------------ \| ------------------------ \| ------------------------ \| ------------------------ \| ------------------------ \| \| 1r \| Clara Emond \| EF-Oatly-Cannondale \| 3h 35' 45" \| \| \| 2n \| Soraya Paladin \| Canyon-SRAM Racing \| + 17" \| \| \| 3r \| Cecilie Uttrup Ludwig \| FDJ-Suez \| + 20" \| \| \| 4t \| Elise Chabbey \| Canyon-SRAM Racing \| + 26" \| \| \| 5è \| Kimberley Le Court \| AG Insurance-Soudal Team \| + 28" \| \| \| 6è \| Giada Borghesi \| Human Powered Health \| + 35" \| \| \| 7è \| Jelena Erić \| Movistar Team \| + 41" \| \| \| 8è \| Elisa Longo Borghini \| Lidl-Trek \| + 1' 08" \| \| \| 9è \| Lotte Kopecky \| SD Worx-Protime \| + 1' 08" \| \| \| 10è \| Mie Bjørndal Ottestad \| Uno-X Mobility \| + 1' 12" \| \| |                       |                          |            |
| |                       |                          |            |
| |                       |                          |            |
| Classificació de l'etapa |                       |                          |            |
| Ciclista | Ciclista              | Equip                    | Temps      |
| 1r | Clara Emond           | EF-Oatly-Cannondale      | 3h 35' 45" |
| 2n | Soraya Paladin        | Canyon-SRAM Racing       | + 17"      |
| 3r | Cecilie Uttrup Ludwig | FDJ-Suez                 | + 20"      |
| 4t | Elise Chabbey         | Canyon-SRAM Racing       | + 26"      |
| 5è | Kimberley Le Court    | AG Insurance-Soudal Team | + 28"      |
| 6è | Giada Borghesi        | Human Powered Health     | + 35"      |
| 7è | Jelena Erić           | Movistar Team            | + 41"      |
| 8è | Elisa Longo Borghini  | Lidl-Trek                | + 1' 08"   |
| 9è | Lotte Kopecky         | SD Worx-Protime          | + 1' 08"   |
| 10è | Mie Bjørndal Ottestad | Uno-X Mobility           | + 1' 12"   |

| \| Classificació general \| Classificació general \| Classificació general \| Classificació general \| Classificació general \| \| Ciclista \| Ciclista \| Equip \| Temps \| \| \| --------------------- \| ---------------------------------- \| ------------------------- \| --------------------- \| --------------------- \| \| 1r \| Elisa Longo Borghini \| Lidl-Trek \| 9h 28' 53" \| \| \| 2n \| Lotte Kopecky \| SD Worx-Protime \| + 13" \| \| \| 3r \| Cecilie Uttrup Ludwig \| FDJ-Suez \| + 38" \| \| \| 4t \| Juliette Labous \| Team dsm-firmenich PostNL \| + 49" \| \| \| 5è \| Kimberley Le Court \| AG Insurance-Soudal Team \| + 51" \| \| \| 6è \| Antonia Niedermaier \| Canyon-SRAM Racing \| + 1' 06" \| \| \| 7è \| Niamh Fisher-Black \| SD Worx-Protime \| + 1' 07" \| \| \| 8è \| Margarita Victoria García Cañellas \| Liv AlUla Jayco \| + 1' 33" \| \| \| 9è \| Katrine Aalerud \| Uno-X Mobility \| + 1' 34" \| \| \| 10è \| Pauliena Rooijakkers \| Fenix-Deceuninck \| + 1' 34" \| \| |                                    |                           |            |
| |                                    |                           |            |
| |                                    |                           |            |
| Classificació general |                                    |                           |            |
| Ciclista | Ciclista                           | Equip                     | Temps      |
| 1r | Elisa Longo Borghini               | Lidl-Trek                 | 9h 28' 53" |
| 2n | Lotte Kopecky                      | SD Worx-Protime           | + 13"      |
| 3r | Cecilie Uttrup Ludwig              | FDJ-Suez                  | + 38"      |
| 4t | Juliette Labous                    | Team dsm-firmenich PostNL | + 49"      |
| 5è | Kimberley Le Court                 | AG Insurance-Soudal Team  | + 51"      |
| 6è | Antonia Niedermaier                | Canyon-SRAM Racing        | + 1' 06"   |
| 7è | Niamh Fisher-Black                 | SD Worx-Protime           | + 1' 07"   |
| 8è | Margarita Victoria García Cañellas | Liv AlUla Jayco           | + 1' 33"   |
| 9è | Katrine Aalerud                    | Uno-X Mobility            | + 1' 34"   |
| 10è | Pauliena Rooijakkers               | Fenix-Deceuninck          | + 1' 34"   |

### 11 de juliol de 2024. Frontone -Foligno111 km
| \| Classificació de l'etapa \| Classificació de l'etapa \| Classificació de l'etapa \| Classificació de l'etapa \| Classificació de l'etapa \| \| Ciclista \| Ciclista \| Equip \| Temps \| \| \| ------------------------ \| ------------------------ \| ------------------------------- \| ------------------------ \| ------------------------ \| \| 1r \| Lotte Kopecky \| SD Worx-Protime \| 2h 38' 54" \| \| \| 2n \| Chiara Consonni \| UAE Team ADQ \| + 0" \| \| \| 3r \| Arlenis Sierra Cañadilla \| Movistar Team \| + 0" \| \| \| 4t \| Kathrin Schweinberger \| Ceratizit-WNT Pro Cycling \| + 0" \| \| \| 5è \| Barbara Guarischi \| SD Worx-Protime \| + 0" \| \| \| 6è \| Vittoria Guazzini \| FDJ-Suez \| + 0" \| \| \| 7è \| Ruby Roseman-Gannon \| Liv AlUla Jayco \| + 0" \| \| \| 8è \| Martina Alzini \| Cofidis \| + 0" \| \| \| 9è \| Laura Tomasi \| Laboral Kutxa-Fundación Euskadi \| + 0" \| \| \| 10è \| Franziska Koch \| Team dsm-firmenich PostNL \| + 0" \| \| |                          |                                 |            |
| |                          |                                 |            |
| |                          |                                 |            |
| Classificació de l'etapa |                          |                                 |            |
| Ciclista | Ciclista                 | Equip                           | Temps      |
| 1r | Lotte Kopecky            | SD Worx-Protime                 | 2h 38' 54" |
| 2n | Chiara Consonni          | UAE Team ADQ                    | + 0"       |
| 3r | Arlenis Sierra Cañadilla | Movistar Team                   | + 0"       |
| 4t | Kathrin Schweinberger    | Ceratizit-WNT Pro Cycling       | + 0"       |
| 5è | Barbara Guarischi        | SD Worx-Protime                 | + 0"       |
| 6è | Vittoria Guazzini        | FDJ-Suez                        | + 0"       |
| 7è | Ruby Roseman-Gannon      | Liv AlUla Jayco                 | + 0"       |
| 8è | Martina Alzini           | Cofidis                         | + 0"       |
| 9è | Laura Tomasi             | Laboral Kutxa-Fundación Euskadi | + 0"       |
| 10è | Franziska Koch           | Team dsm-firmenich PostNL       | + 0"       |

| \| Classificació general \| Classificació general \| Classificació general \| Classificació general \| Classificació general \| \| Ciclista \| Ciclista \| Equip \| Temps \| \| \| --------------------- \| ---------------------------------- \| ------------------------- \| --------------------- \| --------------------- \| \| 1r \| Elisa Longo Borghini \| Lidl-Trek \| 12h 07' 47" \| \| \| 2n \| Lotte Kopecky \| SD Worx-Protime \| + 3" \| \| \| 3r \| Cecilie Uttrup Ludwig \| FDJ-Suez \| + 38" \| \| \| 4t \| Juliette Labous \| Team dsm-firmenich PostNL \| + 49" \| \| \| 5è \| Kimberley Le Court \| AG Insurance-Soudal Team \| + 51" \| \| \| 6è \| Antonia Niedermaier \| Canyon-SRAM Racing \| + 1' 06" \| \| \| 7è \| Niamh Fisher-Black \| SD Worx-Protime \| + 1' 07" \| \| \| 8è \| Margarita Victoria García Cañellas \| Liv AlUla Jayco \| + 1' 33" \| \| \| 9è \| Katrine Aalerud \| Uno-X Mobility \| + 1' 34" \| \| \| 10è \| Pauliena Rooijakkers \| Fenix-Deceuninck \| + 1' 34" \| \| |                                    |                           |             |
| |                                    |                           |             |
| |                                    |                           |             |
| Classificació general |                                    |                           |             |
| Ciclista | Ciclista                           | Equip                     | Temps       |
| 1r | Elisa Longo Borghini               | Lidl-Trek                 | 12h 07' 47" |
| 2n | Lotte Kopecky                      | SD Worx-Protime           | + 3"        |
| 3r | Cecilie Uttrup Ludwig              | FDJ-Suez                  | + 38"       |
| 4t | Juliette Labous                    | Team dsm-firmenich PostNL | + 49"       |
| 5è | Kimberley Le Court                 | AG Insurance-Soudal Team  | + 51"       |
| 6è | Antonia Niedermaier                | Canyon-SRAM Racing        | + 1' 06"    |
| 7è | Niamh Fisher-Black                 | SD Worx-Protime           | + 1' 07"    |
| 8è | Margarita Victoria García Cañellas | Liv AlUla Jayco           | + 1' 33"    |
| 9è | Katrine Aalerud                    | Uno-X Mobility            | + 1' 34"    |
| 10è | Pauliena Rooijakkers               | Fenix-Deceuninck          | + 1' 34"    |

### 12 de juliol de 2024.San Benedetto del Tronto-Chieti155 km
| \| Classificació de l'etapa \| Classificació de l'etapa \| Classificació de l'etapa \| Classificació de l'etapa \| Classificació de l'etapa \| \| Ciclista \| Ciclista \| Equip \| Temps \| \| \| ------------------------ \| ---------------------------------- \| ------------------------- \| ------------------------ \| ------------------------ \| \| 1r \| Liane Lippert \| Movistar Team \| 4h 16' 21" \| \| \| 2n \| Ruth Winder \| Human Powered Health \| + 0" \| \| \| 3r \| Erica Magnaldi \| UAE Team ADQ \| + 1" \| \| \| 4t \| Elisa Longo Borghini \| Lidl-Trek \| + 21" \| \| \| 5è \| Neve Bradbury \| Canyon-SRAM Racing \| + 21" \| \| \| 6è \| Juliette Labous \| Team dsm-firmenich PostNL \| + 21" \| \| \| 7è \| Lotte Kopecky \| SD Worx-Protime \| + 21" \| \| \| 8è \| Antonia Niedermaier \| Canyon-SRAM Racing \| + 21" \| \| \| 9è \| Cecilie Uttrup Ludwig \| FDJ-Suez \| + 21" \| \| \| 10è \| Margarita Victoria García Cañellas \| Liv AlUla Jayco \| + 21" \| \| |                                    |                           |            |
| |                                    |                           |            |
| |                                    |                           |            |
| Classificació de l'etapa |                                    |                           |            |
| Ciclista | Ciclista                           | Equip                     | Temps      |
| 1r | Liane Lippert                      | Movistar Team             | 4h 16' 21" |
| 2n | Ruth Winder                        | Human Powered Health      | + 0"       |
| 3r | Erica Magnaldi                     | UAE Team ADQ              | + 1"       |
| 4t | Elisa Longo Borghini               | Lidl-Trek                 | + 21"      |
| 5è | Neve Bradbury                      | Canyon-SRAM Racing        | + 21"      |
| 6è | Juliette Labous                    | Team dsm-firmenich PostNL | + 21"      |
| 7è | Lotte Kopecky                      | SD Worx-Protime           | + 21"      |
| 8è | Antonia Niedermaier                | Canyon-SRAM Racing        | + 21"      |
| 9è | Cecilie Uttrup Ludwig              | FDJ-Suez                  | + 21"      |
| 10è | Margarita Victoria García Cañellas | Liv AlUla Jayco           | + 21"      |

| \| Classificació general \| Classificació general \| Classificació general \| Classificació general \| Classificació general \| \| Ciclista \| Ciclista \| Equip \| Temps \| \| \| --------------------- \| ---------------------------------- \| ------------------------- \| --------------------- \| --------------------- \| \| 1r \| Elisa Longo Borghini \| Lidl-Trek \| 16h 24' 29" \| \| \| 2n \| Lotte Kopecky \| SD Worx-Protime \| + 3" \| \| \| 3r \| Cecilie Uttrup Ludwig \| FDJ-Suez \| + 38" \| \| \| 4t \| Juliette Labous \| Team dsm-firmenich PostNL \| + 49" \| \| \| 5è \| Antonia Niedermaier \| Canyon-SRAM Racing \| + 1' 06" \| \| \| 6è \| Kimberley Le Court \| AG Insurance-Soudal Team \| + 1' 28" \| \| \| 7è \| Niamh Fisher-Black \| SD Worx-Protime \| + 1' 29" \| \| \| 8è \| Margarita Victoria García Cañellas \| Liv AlUla Jayco \| + 1' 33" \| \| \| 9è \| Pauliena Rooijakkers \| Fenix-Deceuninck \| + 1' 34" \| \| \| 10è \| Gaia Realini \| Lidl-Trek \| + 1' 44" \| \| |                                    |                           |             |
| |                                    |                           |             |
| |                                    |                           |             |
| Classificació general |                                    |                           |             |
| Ciclista | Ciclista                           | Equip                     | Temps       |
| 1r | Elisa Longo Borghini               | Lidl-Trek                 | 16h 24' 29" |
| 2n | Lotte Kopecky                      | SD Worx-Protime           | + 3"        |
| 3r | Cecilie Uttrup Ludwig              | FDJ-Suez                  | + 38"       |
| 4t | Juliette Labous                    | Team dsm-firmenich PostNL | + 49"       |
| 5è | Antonia Niedermaier                | Canyon-SRAM Racing        | + 1' 06"    |
| 6è | Kimberley Le Court                 | AG Insurance-Soudal Team  | + 1' 28"    |
| 7è | Niamh Fisher-Black                 | SD Worx-Protime           | + 1' 29"    |
| 8è | Margarita Victoria García Cañellas | Liv AlUla Jayco           | + 1' 33"    |
| 9è | Pauliena Rooijakkers               | Fenix-Deceuninck          | + 1' 34"    |
| 10è | Gaia Realini                       | Lidl-Trek                 | + 1' 44"    |

### 13 de juliol de 2024.Lanciano- Blockhaus 123 km
| \| Classificació de l'etapa \| Classificació de l'etapa \| Classificació de l'etapa \| Classificació de l'etapa \| Classificació de l'etapa \| \| Ciclista \| Ciclista \| Equip \| Temps \| \| \| ------------------------ \| ---------------------------------- \| ------------------------- \| ------------------------ \| ------------------------ \| \| 1r \| Neve Bradbury \| Canyon-SRAM Racing \| 4h 17' 34" \| \| \| 2n \| Lotte Kopecky \| SD Worx-Protime \| + 44" \| \| \| 3r \| Elisa Longo Borghini \| Lidl-Trek \| + 44" \| \| \| 4t \| Pauliena Rooijakkers \| Fenix-Deceuninck \| + 1' 07" \| \| \| 5è \| Antonia Niedermaier \| Canyon-SRAM Racing \| + 2' 02" \| \| \| 6è \| Juliette Labous \| Team dsm-firmenich PostNL \| + 2' 02" \| \| \| 7è \| Niamh Fisher-Black \| SD Worx-Protime \| + 2' 05" \| \| \| 8è \| Gaia Realini \| Lidl-Trek \| + 2' 15" \| \| \| 9è \| Mareille Meijering \| Movistar Team \| + 4' 20" \| \| \| 10è \| Margarita Victoria García Cañellas \| Liv AlUla Jayco \| + 4' 20" \| \| |                                    |                           |            |
| |                                    |                           |            |
| |                                    |                           |            |
| Classificació de l'etapa |                                    |                           |            |
| Ciclista | Ciclista                           | Equip                     | Temps      |
| 1r | Neve Bradbury                      | Canyon-SRAM Racing        | 4h 17' 34" |
| 2n | Lotte Kopecky                      | SD Worx-Protime           | + 44"      |
| 3r | Elisa Longo Borghini               | Lidl-Trek                 | + 44"      |
| 4t | Pauliena Rooijakkers               | Fenix-Deceuninck          | + 1' 07"   |
| 5è | Antonia Niedermaier                | Canyon-SRAM Racing        | + 2' 02"   |
| 6è | Juliette Labous                    | Team dsm-firmenich PostNL | + 2' 02"   |
| 7è | Niamh Fisher-Black                 | SD Worx-Protime           | + 2' 05"   |
| 8è | Gaia Realini                       | Lidl-Trek                 | + 2' 15"   |
| 9è | Mareille Meijering                 | Movistar Team             | + 4' 20"   |
| 10è | Margarita Victoria García Cañellas | Liv AlUla Jayco           | + 4' 20"   |

| \| Classificació general \| Classificació general \| Classificació general \| Classificació general \| Classificació general \| \| Ciclista \| Ciclista \| Equip \| Temps \| \| \| --------------------- \| ---------------------------------- \| ------------------------- \| --------------------- \| --------------------- \| \| 1r \| Elisa Longo Borghini \| Lidl-Trek \| 20h 42' 43" \| \| \| 2n \| Lotte Kopecky \| SD Worx-Protime \| + 1" \| \| \| 3r \| Neve Bradbury \| Canyon-SRAM Racing \| + 1' 12" \| \| \| 4t \| Pauliena Rooijakkers \| Fenix-Deceuninck \| + 2' 01" \| \| \| 5è \| Juliette Labous \| Team dsm-firmenich PostNL \| + 2' 11" \| \| \| 6è \| Antonia Niedermaier \| Canyon-SRAM Racing \| + 2' 28" \| \| \| 7è \| Niamh Fisher-Black \| SD Worx-Protime \| + 2' 54" \| \| \| 8è \| Gaia Realini \| Lidl-Trek \| + 3' 19" \| \| \| 9è \| Cecilie Uttrup Ludwig \| FDJ-Suez \| + 4' 18" \| \| \| 10è \| Margarita Victoria García Cañellas \| Liv AlUla Jayco \| + 5' 13" \| \| |                                    |                           |             |
| |                                    |                           |             |
| |                                    |                           |             |
| Classificació general |                                    |                           |             |
| Ciclista | Ciclista                           | Equip                     | Temps       |
| 1r | Elisa Longo Borghini               | Lidl-Trek                 | 20h 42' 43" |
| 2n | Lotte Kopecky                      | SD Worx-Protime           | + 1"        |
| 3r | Neve Bradbury                      | Canyon-SRAM Racing        | + 1' 12"    |
| 4t | Pauliena Rooijakkers               | Fenix-Deceuninck          | + 2' 01"    |
| 5è | Juliette Labous                    | Team dsm-firmenich PostNL | + 2' 11"    |
| 6è | Antonia Niedermaier                | Canyon-SRAM Racing        | + 2' 28"    |
| 7è | Niamh Fisher-Black                 | SD Worx-Protime           | + 2' 54"    |
| 8è | Gaia Realini                       | Lidl-Trek                 | + 3' 19"    |
| 9è | Cecilie Uttrup Ludwig              | FDJ-Suez                  | + 4' 18"    |
| 10è | Margarita Victoria García Cañellas | Liv AlUla Jayco           | + 5' 13"    |

### 14 de juliol de 2024.Pescara-L'Aquila109 km
| \| Classificació de l'etapa \| Classificació de l'etapa \| Classificació de l'etapa \| Classificació de l'etapa \| Classificació de l'etapa \| \| Ciclista \| Ciclista \| Equip \| Temps \| \| \| ------------------------ \| ---------------------------------- \| ------------------------- \| ------------------------ \| ------------------------ \| \| 1r \| Kimberley Le Court \| AG Insurance-Soudal Team \| 3h 19' 08" \| \| \| 2n \| Ruth Winder \| Human Powered Health \| + 0" \| \| \| 3r \| Franziska Koch \| Team dsm-firmenich PostNL \| + 0" \| \| \| 4t \| Elisa Longo Borghini \| Lidl-Trek \| + 25" \| \| \| 5è \| Juliette Labous \| Team dsm-firmenich PostNL \| + 29" \| \| \| 6è \| Pauliena Rooijakkers \| Fenix-Deceuninck \| + 29" \| \| \| 7è \| Neve Bradbury \| Canyon-SRAM Racing \| + 29" \| \| \| 8è \| Margarita Victoria García Cañellas \| Liv AlUla Jayco \| + 29" \| \| \| 9è \| Mareille Meijering \| Movistar Team \| + 32" \| \| \| 10è \| Justine Ghekiere \| AG Insurance-Soudal Team \| + 32" \| \| |                                    |                           |            |
| |                                    |                           |            |
| |                                    |                           |            |
| Classificació de l'etapa |                                    |                           |            |
| Ciclista | Ciclista                           | Equip                     | Temps      |
| 1r | Kimberley Le Court                 | AG Insurance-Soudal Team  | 3h 19' 08" |
| 2n | Ruth Winder                        | Human Powered Health      | + 0"       |
| 3r | Franziska Koch                     | Team dsm-firmenich PostNL | + 0"       |
| 4t | Elisa Longo Borghini               | Lidl-Trek                 | + 25"      |
| 5è | Juliette Labous                    | Team dsm-firmenich PostNL | + 29"      |
| 6è | Pauliena Rooijakkers               | Fenix-Deceuninck          | + 29"      |
| 7è | Neve Bradbury                      | Canyon-SRAM Racing        | + 29"      |
| 8è | Margarita Victoria García Cañellas | Liv AlUla Jayco           | + 29"      |
| 9è | Mareille Meijering                 | Movistar Team             | + 32"      |
| 10è | Justine Ghekiere                   | AG Insurance-Soudal Team  | + 32"      |

## Classificacions finals

### Classificació general final
| \| Classificació general \| Classificació general \| Classificació general \| Classificació general \| Classificació general \| \| Ciclista \| Ciclista \| Equip \| Temps \| \| \| --------------------- \| ---------------------------------- \| ------------------------- \| --------------------- \| --------------------- \| \| 1r \| Elisa Longo Borghini \| Lidl-Trek \| 24h 02' 16" \| \| \| 2n \| Lotte Kopecky \| SD Worx-Protime \| + 21" \| \| \| 3r \| Neve Bradbury \| Canyon-SRAM Racing \| + 1' 16" \| \| \| 4t \| Pauliena Rooijakkers \| Fenix-Deceuninck \| + 2' 05" \| \| \| 5è \| Juliette Labous \| Team dsm-firmenich PostNL \| + 2' 15" \| \| \| 6è \| Antonia Niedermaier \| Canyon-SRAM Racing \| + 2' 41" \| \| \| 7è \| Gaia Realini \| Lidl-Trek \| + 3' 41" \| \| \| 8è \| Cecilie Uttrup Ludwig \| FDJ-Suez \| + 4' 31" \| \| \| 9è \| Margarita Victoria García Cañellas \| Liv AlUla Jayco \| + 5' 17" \| \| \| 10è \| Niamh Fisher-Black \| SD Worx-Protime \| + 5' 55" \| \| |                                    |                           |             |
| |                                    |                           |             |
| Font: ProCyclingStats |                                    |                           |             |
| Classificació general |                                    |                           |             |
| Ciclista | Ciclista                           | Equip                     | Temps       |
| 1r | Elisa Longo Borghini               | Lidl-Trek                 | 24h 02' 16" |
| 2n | Lotte Kopecky                      | SD Worx-Protime           | + 21"       |
| 3r | Neve Bradbury                      | Canyon-SRAM Racing        | + 1' 16"    |
| 4t | Pauliena Rooijakkers               | Fenix-Deceuninck          | + 2' 05"    |
| 5è | Juliette Labous                    | Team dsm-firmenich PostNL | + 2' 15"    |
| 6è | Antonia Niedermaier                | Canyon-SRAM Racing        | + 2' 41"    |
| 7è | Gaia Realini                       | Lidl-Trek                 | + 3' 41"    |
| 8è | Cecilie Uttrup Ludwig              | FDJ-Suez                  | + 4' 31"    |
| 9è | Margarita Victoria García Cañellas | Liv AlUla Jayco           | + 5' 17"    |
| 10è | Niamh Fisher-Black                 | SD Worx-Protime           | + 5' 55"    |

### Classificacions addicionals
| Classificació per punts | Classificació per punts  | Classificació per punts   | Classificació per punts | Classificació per punts |
| Ciclista                | Ciclista                 | Equip                     | Punts                   |                         |
| ----------------------- | ------------------------ | ------------------------- | ----------------------- | ----------------------- |
| 1r                      | Lotte Kopecky            | SD Worx-Protime           | 154 pts                 |                         |
| 2n                      | Elisa Longo Borghini     | Lidl-Trek                 | 68 pts                  |                         |
| 3r                      | Niamh Fisher-Black       | SD Worx-Protime           | 59 pts                  |                         |
| 4t                      | Arlenis Sierra Cañadilla | Movistar Team             | 55 pts                  |                         |
| 5è                      | Silvia Zanardi           | Human Powered Health      | 51 pts                  |                         |
| 6è                      | Kimberley Le Court       | AG Insurance-Soudal Team  | 47 pts                  |                         |
| 7è                      | Soraya Paladin           | Canyon-SRAM Racing        | 40 pts                  |                         |
| 8è                      | Juliette Labous          | Team dsm-firmenich PostNL | 39 pts                  |                         |
| 9è                      | Neve Bradbury            | Canyon-SRAM Racing        | 35 pts                  |                         |
| 10è                     | Cecilie Uttrup Ludwig    | FDJ-Suez                  | 35 pts                  |                         |

| Classificació per punts | Classificació per punts  | Classificació per punts   | Classificació per punts | Classificació per punts |
| Ciclista                | Ciclista                 | Equip                     | Punts                   |                         |
| ----------------------- | ------------------------ | ------------------------- | ----------------------- | ----------------------- |
| 1r                      | Lotte Kopecky            | SD Worx-Protime           | 154 pts                 |                         |
| 2n                      | Elisa Longo Borghini     | Lidl-Trek                 | 68 pts                  |                         |
| 3r                      | Niamh Fisher-Black       | SD Worx-Protime           | 59 pts                  |                         |
| 4t                      | Arlenis Sierra Cañadilla | Movistar Team             | 55 pts                  |                         |
| 5è                      | Silvia Zanardi           | Human Powered Health      | 51 pts                  |                         |
| 6è                      | Kimberley Le Court       | AG Insurance-Soudal Team  | 47 pts                  |                         |
| 7è                      | Soraya Paladin           | Canyon-SRAM Racing        | 40 pts                  |                         |
| 8è                      | Juliette Labous          | Team dsm-firmenich PostNL | 39 pts                  |                         |
| 9è                      | Neve Bradbury            | Canyon-SRAM Racing        | 35 pts                  |                         |
| 10è                     | Cecilie Uttrup Ludwig    | FDJ-Suez                  | 35 pts                  |                         |

| Classificació de la muntanya | Classificació de la muntanya | Classificació de la muntanya | Classificació de la muntanya | Classificació de la muntanya |
| Ciclista                     | Ciclista                     | Equip                        | Punts                        |                              |
| ---------------------------- | ---------------------------- | ---------------------------- | ---------------------------- | ---------------------------- |
| 1r                           | Justine Ghekiere             | AG Insurance-Soudal Team     | 68 pts                       |                              |
| 2n                           | Lotte Kopecky                | SD Worx-Protime              | 35 pts                       |                              |
| 3r                           | Neve Bradbury                | Canyon-SRAM Racing           | 30 pts                       |                              |
| 4t                           | Elisa Longo Borghini         | Lidl-Trek                    | 25 pts                       |                              |
| 5è                           | Pauliena Rooijakkers         | Fenix-Deceuninck             | 22 pts                       |                              |
| 6è                           | Antonia Niedermaier          | Canyon-SRAM Racing           | 22 pts                       |                              |
| 7è                           | Niamh Fisher-Black           | SD Worx-Protime              | 20 pts                       |                              |
| 8è                           | Lucinda Brand                | Lidl-Trek                    | 16 pts                       |                              |
| 9è                           | Ana Vitória Magalhães        | Bepink-Bongioanni            | 13 pts                       |                              |
| 10è                          | Gaia Realini                 | Lidl-Trek                    | 11 pts                       |                              |

| Classificació de la muntanya | Classificació de la muntanya | Classificació de la muntanya | Classificació de la muntanya | Classificació de la muntanya |
| Ciclista                     | Ciclista                     | Equip                        | Punts                        |                              |
| ---------------------------- | ---------------------------- | ---------------------------- | ---------------------------- | ---------------------------- |
| 1r                           | Justine Ghekiere             | AG Insurance-Soudal Team     | 68 pts                       |                              |
| 2n                           | Lotte Kopecky                | SD Worx-Protime              | 35 pts                       |                              |
| 3r                           | Neve Bradbury                | Canyon-SRAM Racing           | 30 pts                       |                              |
| 4t                           | Elisa Longo Borghini         | Lidl-Trek                    | 25 pts                       |                              |
| 5è                           | Pauliena Rooijakkers         | Fenix-Deceuninck             | 22 pts                       |                              |
| 6è                           | Antonia Niedermaier          | Canyon-SRAM Racing           | 22 pts                       |                              |
| 7è                           | Niamh Fisher-Black           | SD Worx-Protime              | 20 pts                       |                              |
| 8è                           | Lucinda Brand                | Lidl-Trek                    | 16 pts                       |                              |
| 9è                           | Ana Vitória Magalhães        | Bepink-Bongioanni            | 13 pts                       |                              |
| 10è                          | Gaia Realini                 | Lidl-Trek                    | 11 pts                       |                              |

| Classificació de la millor jove | Classificació de la millor jove | Classificació de la millor jove | Classificació de la millor jove | Classificació de la millor jove |
| Ciclista                        | Ciclista                        | Equip                           | Temps                           |                                 |
| ------------------------------- | ------------------------------- | ------------------------------- | ------------------------------- | ------------------------------- |
| 1r                              | Neve Bradbury                   | Canyon-SRAM Racing              | 24h 03' 32"                     |                                 |
| 2n                              | Antonia Niedermaier             | Canyon-SRAM Racing              | + 1' 25"                        |                                 |
| 3r                              | Solbjørk Anderson               | Uno-X Mobility                  | + 18' 02"                       |                                 |
| 4t                              | Elisa Valtulini                 | Bepink-Bongioanni               | + 44' 27"                       |                                 |
| 5è                              | Eleonora Gasparrini             | UAE Team ADQ                    | + 58' 46"                       |                                 |

| Classificació de la millor jove | Classificació de la millor jove | Classificació de la millor jove | Classificació de la millor jove | Classificació de la millor jove |
| Ciclista                        | Ciclista                        | Equip                           | Temps                           |                                 |
| ------------------------------- | ------------------------------- | ------------------------------- | ------------------------------- | ------------------------------- |
| 1r                              | Neve Bradbury                   | Canyon-SRAM Racing              | 24h 03' 32"                     |                                 |
| 2n                              | Antonia Niedermaier             | Canyon-SRAM Racing              | + 1' 25"                        |                                 |
| 3r                              | Solbjørk Anderson               | Uno-X Mobility                  | + 18' 02"                       |                                 |
| 4t                              | Elisa Valtulini                 | Bepink-Bongioanni               | + 44' 27"                       |                                 |
| 5è                              | Eleonora Gasparrini             | UAE Team ADQ                    | + 58' 46"                       |                                 |

## Evolució de les classificacions
| Etapa                  | Guanyadora                   | Classificació general | Classificació per punts | Classificació de muntanya | Classificació de joves | Classificació d'italianes | Classificació per equips |
| ---------------------- | ---------------------------- | --------------------- | ----------------------- | ------------------------- | ---------------------- | ------------------------- | ------------------------ |
| 1                      | Elisa Longo Borghini         | Elisa Longo Borghini  | Elisa Longo Borghini    |                           | Antonia Niedermaier    | Elisa Longo Borghini      | Lidl-Trek                |
| 2                      | Chiara Consonni              | Elisa Longo Borghini  | Chiara Consonni         | Ana Vitória Magalhães     | Antonia Niedermaier    | Elisa Longo Borghini      | Lidl-Trek                |
| 3                      | Niamh Fisher-Black           | Elisa Longo Borghini  | Lotte Kopecky           | Niamh Fisher-Black        | Antonia Niedermaier    | Elisa Longo Borghini      | Lidl-Trek                |
| 4                      | Clara Emond                  | Elisa Longo Borghini  | Lotte Kopecky           | Clara Emond               | Antonia Niedermaier    | Elisa Longo Borghini      | Canyon-SRAM Racing       |
| 5                      | Lotte Kopecky                | Elisa Longo Borghini  | Lotte Kopecky           | Clara Emond               | Antonia Niedermaier    | Elisa Longo Borghini      | Canyon-SRAM Racing       |
| 6                      | Liane Lippert                | Elisa Longo Borghini  | Lotte Kopecky           | Clara Emond               | Antonia Niedermaier    | Elisa Longo Borghini      | Liv AlUla Jayco          |
| 7                      | Neve Bradbury                | Elisa Longo Borghini  | Lotte Kopecky           | Justine Ghekiere          | Neve Bradbury          | Elisa Longo Borghini      | Liv AlUla Jayco          |
| 8                      | Kimberley Le Court de Billot | Elisa Longo Borghini  | Lotte Kopecky           | Justine Ghekiere          | Neve Bradbury          | Elisa Longo Borghini      | Liv AlUla Jayco          |
| Classificacions finals | Classificacions finals       | Elisa Longo Borghini  | Lotte Kopecky           | Justine Ghekiere          | Neve Bradbury          | Elisa Longo Borghini      | Liv AlUla Jayco          |

### Llista de participants
| SD Worx-Protime SDW | SD Worx-Protime SDW                      | SD Worx-Protime SDW |
| ------------------- | ---------------------------------------- | ------------------- |
| Núm                 | Ciclista                                 | Pos                 |
| 1                   | Lotte Kopecky (BEL) (ruta i crono)       | 2n                  |
| 2                   | Elena Cecchini (ITA)                     | 71è                 |
| 3                   | Niamh Fisher-Black (NZL)                 | 10è                 |
| 4                   | Femke Gerritse (NED)                     | 46è                 |
| 5                   | Barbara Guarischi (ITA)                  | 100è                |
| 6                   | Chantal van den Broek-Blaak (NED) (ruta) | DNF-7               |
| 7                   | Blanka Vas (HUN) (ruta)                  | 41è                 |

| AG Insurance-Soudal Team AGS | AG Insurance-Soudal Team AGS | AG Insurance-Soudal Team AGS |
| ---------------------------- | ---------------------------- | ---------------------------- |
| Núm                          | Ciclista                     | Pos                          |
| 11                           | Kimberley Le Court (MRI)     | 18è                          |
| 12                           | Julia Borgström (SWE)        | DNF-7                        |
| 13                           | Lore De Schepper (BEL)       | 47è                          |
| 14                           | Justine Ghekiere (BEL)       | 32è                          |
| 15                           | Marthe Goossens (BEL)        | DNF-7                        |
| 16                           | Gaia Masetti (ITA)           | 48è                          |
| 17                           | Maud Rijnbeek (NED)          | DNF-7                        |

| Bepink-Bongioanni BPK | Bepink-Bongioanni BPK               | Bepink-Bongioanni BPK |
| --------------------- | ----------------------------------- | --------------------- |
| Núm                   | Ciclista                            | Pos                   |
| 21                    | Monica Trinca Colonel (ITA)         | 23è                   |
| 22                    | Andrea Casagranda (ITA)             | 96è                   |
| 23                    | Carmela Cipriani (ITA)              | 64è                   |
| 24                    | Ana Vitória Magalhães (BRA) (crono) | 73è                   |
| 25                    | Nora Jenčušová (SVK) (ruta i crono) | 90è                   |
| 26                    | Angela Oro (ITA)                    | 93è                   |
| 27                    | Elisa Valtulini (ITA)               | 29è                   |

| Canyon-SRAM Racing CSR | Canyon-SRAM Racing CSR         | Canyon-SRAM Racing CSR |
| ---------------------- | ------------------------------ | ---------------------- |
| Núm                    | Ciclista                       | Pos                    |
| 31                     | Elise Chabbey (SUI)            | NP-7                   |
| 32                     | Neve Bradbury (AUS)            | 3r                     |
| 33                     | Antonia Niedermaier (GER)      | 6è                     |
| 34                     | Soraya Paladin (ITA)           | 52è                    |
| 35                     | Agnieszka Skalniak-Sójka (POL) | 50è                    |
| 36                     | Alice Towers (GBR)             | DNF-4                  |
| 37                     | Maike van der Duin (NED)       | DNF-6                  |

| Ceratizit-WNT Pro Cycling WNT | Ceratizit-WNT Pro Cycling WNT | Ceratizit-WNT Pro Cycling WNT |
| ----------------------------- | ----------------------------- | ----------------------------- |
| Núm                           | Ciclista                      | Pos                           |
| 41                            | Cédrine Kerbaol (FRA)         | DNF-4                         |
| 42                            | Alice Maria Arzuffi (ITA)     | 17è                           |
| 43                            | Laura Asencio (FRA)           | 31è                           |
| 44                            | Mylene de Zoete (NED)         | 99è                           |
| 45                            | Arianna Fidanza (ITA)         | 82è                           |
| 46                            | Marta Jaskulska (POL) (crono) | 81è                           |
| 47                            | Kathrin Schweinberger (AUT)   | 92è                           |

| Cofidis COF | Cofidis COF          | Cofidis COF |
| ----------- | -------------------- | ----------- |
| Núm         | Ciclista             | Pos         |
| 51          | Hannah Ludwig (GER)  | 45è         |
| 52          | Martina Alzini (ITA) | DNF-7       |
| 53          | Julie Bego (FRA)     | DNF-5       |
| 54          | Morgane Coston (FRA) | 83è         |
| 55          | Séverine Eraud (FRA) | DNF-5       |
| 56          | Nikola Nosková (CZE) | DNF-7       |
| 57          | Sarah Roy (AUS)      | 70è         |

| EF-Oatly-Cannondale EFC | EF-Oatly-Cannondale EFC    | EF-Oatly-Cannondale EFC |
| ----------------------- | -------------------------- | ----------------------- |
| Núm                     | Ciclista                   | Pos                     |
| 61                      | Kim Cadzow (NZL) (crono)   | DNF-7                   |
| 63                      | Letizia Borghesi (ITA)     | DNF-7                   |
| 64                      | Clara Emond (CAN)          | DNF-7                   |
| 65                      | Nina Kessler (NED)         | NP-6                    |
| 66                      | Clara Koppenburg (GER)     | 68è                     |
| 67                      | Magdeleine Vallieres (CAN) | 38è                     |

| FDJ-Suez FST | FDJ-Suez FST                    | FDJ-Suez FST |
| ------------ | ------------------------------- | ------------ |
| Núm          | Ciclista                        | Pos          |
| 71           | Cecilie Uttrup Ludwig (DEN)     | 8è           |
| 72           | Loes Adegeest (NED)             | 62è          |
| 73           | Grace Brown (AUS) (crono)       | 34è          |
| 74           | Nina Buysman (NED)              | 27è          |
| 75           | Vittoria Guazzini (ITA) (crono) | NP-7         |
| 76           | Alessia Vigilia (ITA)           | 77è          |
| 77           | Jade Wiel (FRA)                 | NP-6         |

| Fenix-Deceuninck FED | Fenix-Deceuninck FED             | Fenix-Deceuninck FED |
| -------------------- | -------------------------------- | -------------------- |
| Núm                  | Ciclista                         | Pos                  |
| 81                   | Pauliena Rooijakkers (NED)       | 4t                   |
| 82                   | Aniek van Alphen (NED)           | 76è                  |
| 83                   | Ceylin del Carmen Alvarado (NED) | 58è                  |
| 84                   | Sanne Cant (BEL)                 | 37è                  |
| 85                   | Millie Couzens (GBR)             | DNF-6                |
| 86                   | Evy Kuijpers (NED)               | 95è                  |
| 87                   | Greta Marturano (ITA)            | DNF-7                |

| Human Powered Health HPH | Human Powered Health HPH | Human Powered Health HPH |
| ------------------------ | ------------------------ | ------------------------ |
| Núm                      | Ciclista                 | Pos                      |
| 91                       | Ruth Winder (USA)        | 30è                      |
| 92                       | Giada Borghesi (ITA)     | DNF-7                    |
| 93                       | Romy Kasper (GER)        | 60è                      |
| 94                       | Barbara Malcotti (ITA)   | 15è                      |
| 95                       | Katia Ragusa (ITA)       | 80è                      |
| 96                       | Silvia Zanardi (ITA)     | 91è                      |
| 97                       | Linda Zanetti (SUI)      | 87è                      |

| Isolmant-Premac-Vittoria SBT | Isolmant-Premac-Vittoria SBT | Isolmant-Premac-Vittoria SBT |
| ---------------------------- | ---------------------------- | ---------------------------- |
| Núm                          | Ciclista                     | Pos                          |
| 101                          | Beatrice Rossato (ITA)       | 63è                          |
| 102                          | Sofia Arici (ITA)            | 98è                          |
| 103                          | Valeria Curnis (ITA)         | DNF-6                        |
| 104                          | Sara Mazzorana (ITA)         | DNF-5                        |
| 105                          | Sara Pepoli (ITA)            | 86è                          |
| 106                          | Emanuela Zanetti (ITA)       | DNF-6                        |
| 107                          | Asia Zontone (ITA)           | 88è                          |

| Laboral Kutxa-Fundación Euskadi LKF | Laboral Kutxa-Fundación Euskadi LKF | Laboral Kutxa-Fundación Euskadi LKF |
| ----------------------------------- | ----------------------------------- | ----------------------------------- |
| Núm                                 | Ciclista                            | Pos                                 |
| 111                                 | Ane Santesteban González (ESP)      | 21è                                 |
| 112                                 | Usoa Ostolaza (ESP) (ruta)          | 16è                                 |
| 113                                 | Nadia Quagliotto (ITA)              | 67è                                 |
| 114                                 | Aileen Schweikart (GER)             | 53è                                 |
| 115                                 | Debora Silvestri (ITA)              | 25è                                 |
| 116                                 | Laura Tomasi (ITA)                  | DNF-8                               |
| 117                                 | Cristina Tonetti (ITA)              | 84è                                 |

| Lidl-Trek LTK | Lidl-Trek LTK                     | Lidl-Trek LTK |
| ------------- | --------------------------------- | ------------- |
| Núm           | Ciclista                          | Pos           |
| 121           | Elisa Longo Borghini (ITA) (ruta) | 1r            |
| 122           | Elisa Balsamo (ITA)               | DNF-5         |
| 123           | Lucinda Brand (NED)               | 57è           |
| 124           | Brodie Chapman (AUS)              | 22è           |
| 125           | Lizzie Deignan (GBR)              | 55è           |
| 126           | Lauretta Hanson (AUS)             | 74è           |
| 127           | Gaia Realini (ITA)                | 7è            |

| Liv AlUla Jayco LAJ | Liv AlUla Jayco LAJ                      | Liv AlUla Jayco LAJ |
| ------------------- | ---------------------------------------- | ------------------- |
| Núm                 | Ciclista                                 | Pos                 |
| 131                 | Margarita Victoria García Cañellas (ESP) | 9è                  |
| 132                 | Ingvild Gåskjenn (NOR)                   | DNF-6               |
| 133                 | Amber Pate (AUS)                         | 75è                 |
| 134                 | Ruby Roseman-Gannon (AUS) (ruta)         | 65è                 |
| 135                 | Silke Smulders (NED)                     | 13è                 |
| 136                 | Ella Wyllie (NZL) (ruta)                 | 40è                 |
| 137                 | Urška Žigart (SLO) (ruta i crono)        | 12è                 |

| Movistar Team MOV | Movistar Team MOV                             | Movistar Team MOV |
| ----------------- | --------------------------------------------- | ----------------- |
| Núm               | Ciclista                                      | Pos               |
| 141               | Arlenis Sierra Cañadilla (CUB) (ruta i crono) | 56è               |
| 142               | Jelena Erić (SRB) (ruta)                      | 66è               |
| 143               | Liane Lippert (GER)                           | DNF-8             |
| 144               | Sara Martín Martín (ESP)                      | 54è               |
| 145               | Mareille Meijering (NED)                      | 11è               |
| 146               | Paula Patiño (COL) (ruta)                     | DNF-7             |
| 147               | Claire Steels (GBR)                           | 26è               |

| Roland CGS | Roland CGS                              | Roland CGS |
| ---------- | --------------------------------------- | ---------- |
| Núm        | Ciclista                                | Pos        |
| 151        | Elena Hartmann (SUI) (crono)            | DNF-4      |
| 152        | Antri Christoforou (CYP) (ruta i crono) | DNF-6      |
| 153        | Sofia Collinelli (ITA)                  | DNF-7      |
| 154        | Nathalie Eklund (SWE)                   | 89è        |
| 155        | Nguyễn Thị Thật (VIE) (ruta)            | DNF-7      |
| 156        | Elena Pirrone (ITA)                     | NP-6       |
| 157        | Giorgia Vettorello (ITA)                | 59è        |

| Tashkent City Women Professional Cycling Team TCW | Tashkent City Women Professional Cycling Team TCW | Tashkent City Women Professional Cycling Team TCW |
| ------------------------------------------------- | ------------------------------------------------- | ------------------------------------------------- |
| Núm                                               | Ciclista                                          | Pos                                               |
| 161                                               | Olga Zabelínskaia (UZB) (crono)                   | DNF-7                                             |
| 162                                               | Mohinabonu Elmurodova (UZB)                       | DNF-6                                             |
| 163                                               | Madina Kakhkhorova (UZB)                          | DNF-6                                             |
| 164                                               | Nafosat Kozieva (UZB)                             | DNF-6                                             |
| 165                                               | Anna Kuskova (UZB)                                | DNF-3                                             |
| 166                                               | Yanina Kuskova (UZB)                              | 85è                                               |
| 167                                               | Margarita Misyurina (UZB) (crono)                 | DNF-6                                             |

| Team dsm-firmenich PostNL DFP | Team dsm-firmenich PostNL DFP | Team dsm-firmenich PostNL DFP |
| ----------------------------- | ----------------------------- | ----------------------------- |
| Núm                           | Ciclista                      | Pos                           |
| 171                           | Juliette Labous (FRA) (ruta)  | 5è                            |
| 172                           | Francesca Barale (ITA)        | 51è                           |
| 173                           | Eleonora Ciabocco (ITA)       | DNF-8                         |
| 174                           | Franziska Koch (GER) (ruta)   | 49è                           |
| 175                           | Josie Nelson (GBR)            | 97è                           |
| 176                           | Becky Storrie (GBR)           | DNF-4                         |
| 177                           | Nienke Vinke (NED)            | 43è                           |

| Team Visma \| Lease a Bike TVL | Team Visma \| Lease a Bike TVL | Team Visma \| Lease a Bike TVL |
| ------------------------------ | ------------------------------ | ------------------------------ |
| Núm                            | Ciclista                       | Pos                            |
| 181                            | Fem van Empel (NED)            | DNF-5                          |
| 182                            | Carlijn Achtereekte (NED)      | 69è                            |
| 183                            | Femke de Vries (NED)           | 20è                            |
| 184                            | Mijntje Geurts (NED)           | NP-4                           |
| 185                            | Lieke Nooijen (NED)            | 42è                            |
| 186                            | Maud Oudeman (NED)             | NP-7                           |
| 187                            | Rosita Reijnhout (NED)         | NP-5                           |

| Top Girls Fassa Bortolo TOP | Top Girls Fassa Bortolo TOP | Top Girls Fassa Bortolo TOP |
| --------------------------- | --------------------------- | --------------------------- |
| Núm                         | Ciclista                    | Pos                         |
| 191                         | Giorgia Bariani (ITA)       | DNF-6                       |
| 192                         | Virginia Bortoli (ITA)      | DNF-7                       |
| 193                         | Alessia Missiaggia (ITA)    | 102è                        |
| 194                         | Iris Monticolo (ITA)        | DNF-8                       |
| 195                         | Alice Palazzi (ITA)         | 101è                        |
| 196                         | Elisa De Vallier (ITA)      | 79è                         |
| 197                         | Gaia Segato (ITA)           | 39è                         |

| UAE Team ADQ UAD | UAE Team ADQ UAD                 | UAE Team ADQ UAD |
| ---------------- | -------------------------------- | ---------------- |
| Núm              | Ciclista                         | Pos              |
| 201              | Chiara Consonni (ITA)            | NP-7             |
| 202              | Alena Amialiússik (BLR)          | 72è              |
| 203              | Eleonora Gasparrini (ITA)        | 35è              |
| 204              | Elizabeth Holden (GBR)           | 78è              |
| 205              | Erica Magnaldi (ITA)             | 14è              |
| 206              | Silvia Persico (ITA)             | 36è              |
| 207              | Dominika Włodarczyk (POL) (ruta) | 28è              |

| Uno-X Mobility UXM | Uno-X Mobility UXM                 | Uno-X Mobility UXM |
| ------------------ | ---------------------------------- | ------------------ |
| Núm                | Ciclista                           | Pos                |
| 211                | Anouska Koster (NED)               | 44è                |
| 212                | Katrine Aalerud (NOR) (crono)      | 33è                |
| 213                | Solbjørk Anderson (DEN)            | 19è                |
| 214                | Marte Berg Edseth (NOR)            | 61è                |
| 215                | Rebecca Koerner (DEN) (ruta)       | 94è                |
| 216                | Joscelin Lowden (GBR)              | DNF-7              |
| 217                | Mie Bjørndal Ottestad (NOR) (ruta) | 24è                |

| SD Worx-Protime SDW | SD Worx-Protime SDW                      | SD Worx-Protime SDW |
| ------------------- | ---------------------------------------- | ------------------- |
| Núm                 | Ciclista                                 | Pos                 |
| 1                   | Lotte Kopecky (BEL) (ruta i crono)       | 2n                  |
| 2                   | Elena Cecchini (ITA)                     | 71è                 |
| 3                   | Niamh Fisher-Black (NZL)                 | 10è                 |
| 4                   | Femke Gerritse (NED)                     | 46è                 |
| 5                   | Barbara Guarischi (ITA)                  | 100è                |
| 6                   | Chantal van den Broek-Blaak (NED) (ruta) | DNF-7               |
| 7                   | Blanka Vas (HUN) (ruta)                  | 41è                 |

| AG Insurance-Soudal Team AGS | AG Insurance-Soudal Team AGS | AG Insurance-Soudal Team AGS |
| ---------------------------- | ---------------------------- | ---------------------------- |
| Núm                          | Ciclista                     | Pos                          |
| 11                           | Kimberley Le Court (MRI)     | 18è                          |
| 12                           | Julia Borgström (SWE)        | DNF-7                        |
| 13                           | Lore De Schepper (BEL)       | 47è                          |
| 14                           | Justine Ghekiere (BEL)       | 32è                          |
| 15                           | Marthe Goossens (BEL)        | DNF-7                        |
| 16                           | Gaia Masetti (ITA)           | 48è                          |
| 17                           | Maud Rijnbeek (NED)          | DNF-7                        |

| Bepink-Bongioanni BPK | Bepink-Bongioanni BPK               | Bepink-Bongioanni BPK |
| --------------------- | ----------------------------------- | --------------------- |
| Núm                   | Ciclista                            | Pos                   |
| 21                    | Monica Trinca Colonel (ITA)         | 23è                   |
| 22                    | Andrea Casagranda (ITA)             | 96è                   |
| 23                    | Carmela Cipriani (ITA)              | 64è                   |
| 24                    | Ana Vitória Magalhães (BRA) (crono) | 73è                   |
| 25                    | Nora Jenčušová (SVK) (ruta i crono) | 90è                   |
| 26                    | Angela Oro (ITA)                    | 93è                   |
| 27                    | Elisa Valtulini (ITA)               | 29è                   |

| Canyon-SRAM Racing CSR | Canyon-SRAM Racing CSR         | Canyon-SRAM Racing CSR |
| ---------------------- | ------------------------------ | ---------------------- |
| Núm                    | Ciclista                       | Pos                    |
| 31                     | Elise Chabbey (SUI)            | NP-7                   |
| 32                     | Neve Bradbury (AUS)            | 3r                     |
| 33                     | Antonia Niedermaier (GER)      | 6è                     |
| 34                     | Soraya Paladin (ITA)           | 52è                    |
| 35                     | Agnieszka Skalniak-Sójka (POL) | 50è                    |
| 36                     | Alice Towers (GBR)             | DNF-4                  |
| 37                     | Maike van der Duin (NED)       | DNF-6                  |

| Ceratizit-WNT Pro Cycling WNT | Ceratizit-WNT Pro Cycling WNT | Ceratizit-WNT Pro Cycling WNT |
| ----------------------------- | ----------------------------- | ----------------------------- |
| Núm                           | Ciclista                      | Pos                           |
| 41                            | Cédrine Kerbaol (FRA)         | DNF-4                         |
| 42                            | Alice Maria Arzuffi (ITA)     | 17è                           |
| 43                            | Laura Asencio (FRA)           | 31è                           |
| 44                            | Mylene de Zoete (NED)         | 99è                           |
| 45                            | Arianna Fidanza (ITA)         | 82è                           |
| 46                            | Marta Jaskulska (POL) (crono) | 81è                           |
| 47                            | Kathrin Schweinberger (AUT)   | 92è                           |

| Cofidis COF | Cofidis COF          | Cofidis COF |
| ----------- | -------------------- | ----------- |
| Núm         | Ciclista             | Pos         |
| 51          | Hannah Ludwig (GER)  | 45è         |
| 52          | Martina Alzini (ITA) | DNF-7       |
| 53          | Julie Bego (FRA)     | DNF-5       |
| 54          | Morgane Coston (FRA) | 83è         |
| 55          | Séverine Eraud (FRA) | DNF-5       |
| 56          | Nikola Nosková (CZE) | DNF-7       |
| 57          | Sarah Roy (AUS)      | 70è         |

| EF-Oatly-Cannondale EFC | EF-Oatly-Cannondale EFC    | EF-Oatly-Cannondale EFC |
| ----------------------- | -------------------------- | ----------------------- |
| Núm                     | Ciclista                   | Pos                     |
| 61                      | Kim Cadzow (NZL) (crono)   | DNF-7                   |
| 63                      | Letizia Borghesi (ITA)     | DNF-7                   |
| 64                      | Clara Emond (CAN)          | DNF-7                   |
| 65                      | Nina Kessler (NED)         | NP-6                    |
| 66                      | Clara Koppenburg (GER)     | 68è                     |
| 67                      | Magdeleine Vallieres (CAN) | 38è                     |

| FDJ-Suez FST | FDJ-Suez FST                    | FDJ-Suez FST |
| ------------ | ------------------------------- | ------------ |
| Núm          | Ciclista                        | Pos          |
| 71           | Cecilie Uttrup Ludwig (DEN)     | 8è           |
| 72           | Loes Adegeest (NED)             | 62è          |
| 73           | Grace Brown (AUS) (crono)       | 34è          |
| 74           | Nina Buysman (NED)              | 27è          |
| 75           | Vittoria Guazzini (ITA) (crono) | NP-7         |
| 76           | Alessia Vigilia (ITA)           | 77è          |
| 77           | Jade Wiel (FRA)                 | NP-6         |

| Fenix-Deceuninck FED | Fenix-Deceuninck FED             | Fenix-Deceuninck FED |
| -------------------- | -------------------------------- | -------------------- |
| Núm                  | Ciclista                         | Pos                  |
| 81                   | Pauliena Rooijakkers (NED)       | 4t                   |
| 82                   | Aniek van Alphen (NED)           | 76è                  |
| 83                   | Ceylin del Carmen Alvarado (NED) | 58è                  |
| 84                   | Sanne Cant (BEL)                 | 37è                  |
| 85                   | Millie Couzens (GBR)             | DNF-6                |
| 86                   | Evy Kuijpers (NED)               | 95è                  |
| 87                   | Greta Marturano (ITA)            | DNF-7                |

| Human Powered Health HPH | Human Powered Health HPH | Human Powered Health HPH |
| ------------------------ | ------------------------ | ------------------------ |
| Núm                      | Ciclista                 | Pos                      |
| 91                       | Ruth Winder (USA)        | 30è                      |
| 92                       | Giada Borghesi (ITA)     | DNF-7                    |
| 93                       | Romy Kasper (GER)        | 60è                      |
| 94                       | Barbara Malcotti (ITA)   | 15è                      |
| 95                       | Katia Ragusa (ITA)       | 80è                      |
| 96                       | Silvia Zanardi (ITA)     | 91è                      |
| 97                       | Linda Zanetti (SUI)      | 87è                      |

| Isolmant-Premac-Vittoria SBT | Isolmant-Premac-Vittoria SBT | Isolmant-Premac-Vittoria SBT |
| ---------------------------- | ---------------------------- | ---------------------------- |
| Núm                          | Ciclista                     | Pos                          |
| 101                          | Beatrice Rossato (ITA)       | 63è                          |
| 102                          | Sofia Arici (ITA)            | 98è                          |
| 103                          | Valeria Curnis (ITA)         | DNF-6                        |
| 104                          | Sara Mazzorana (ITA)         | DNF-5                        |
| 105                          | Sara Pepoli (ITA)            | 86è                          |
| 106                          | Emanuela Zanetti (ITA)       | DNF-6                        |
| 107                          | Asia Zontone (ITA)           | 88è                          |

| Laboral Kutxa-Fundación Euskadi LKF | Laboral Kutxa-Fundación Euskadi LKF | Laboral Kutxa-Fundación Euskadi LKF |
| ----------------------------------- | ----------------------------------- | ----------------------------------- |
| Núm                                 | Ciclista                            | Pos                                 |
| 111                                 | Ane Santesteban González (ESP)      | 21è                                 |
| 112                                 | Usoa Ostolaza (ESP) (ruta)          | 16è                                 |
| 113                                 | Nadia Quagliotto (ITA)              | 67è                                 |
| 114                                 | Aileen Schweikart (GER)             | 53è                                 |
| 115                                 | Debora Silvestri (ITA)              | 25è                                 |
| 116                                 | Laura Tomasi (ITA)                  | DNF-8                               |
| 117                                 | Cristina Tonetti (ITA)              | 84è                                 |

| Lidl-Trek LTK | Lidl-Trek LTK                     | Lidl-Trek LTK |
| ------------- | --------------------------------- | ------------- |
| Núm           | Ciclista                          | Pos           |
| 121           | Elisa Longo Borghini (ITA) (ruta) | 1r            |
| 122           | Elisa Balsamo (ITA)               | DNF-5         |
| 123           | Lucinda Brand (NED)               | 57è           |
| 124           | Brodie Chapman (AUS)              | 22è           |
| 125           | Lizzie Deignan (GBR)              | 55è           |
| 126           | Lauretta Hanson (AUS)             | 74è           |
| 127           | Gaia Realini (ITA)                | 7è            |

| Liv AlUla Jayco LAJ | Liv AlUla Jayco LAJ                      | Liv AlUla Jayco LAJ |
| ------------------- | ---------------------------------------- | ------------------- |
| Núm                 | Ciclista                                 | Pos                 |
| 131                 | Margarita Victoria García Cañellas (ESP) | 9è                  |
| 132                 | Ingvild Gåskjenn (NOR)                   | DNF-6               |
| 133                 | Amber Pate (AUS)                         | 75è                 |
| 134                 | Ruby Roseman-Gannon (AUS) (ruta)         | 65è                 |
| 135                 | Silke Smulders (NED)                     | 13è                 |
| 136                 | Ella Wyllie (NZL) (ruta)                 | 40è                 |
| 137                 | Urška Žigart (SLO) (ruta i crono)        | 12è                 |

| Movistar Team MOV | Movistar Team MOV                             | Movistar Team MOV |
| ----------------- | --------------------------------------------- | ----------------- |
| Núm               | Ciclista                                      | Pos               |
| 141               | Arlenis Sierra Cañadilla (CUB) (ruta i crono) | 56è               |
| 142               | Jelena Erić (SRB) (ruta)                      | 66è               |
| 143               | Liane Lippert (GER)                           | DNF-8             |
| 144               | Sara Martín Martín (ESP)                      | 54è               |
| 145               | Mareille Meijering (NED)                      | 11è               |
| 146               | Paula Patiño (COL) (ruta)                     | DNF-7             |
| 147               | Claire Steels (GBR)                           | 26è               |

| Roland CGS | Roland CGS                              | Roland CGS |
| ---------- | --------------------------------------- | ---------- |
| Núm        | Ciclista                                | Pos        |
| 151        | Elena Hartmann (SUI) (crono)            | DNF-4      |
| 152        | Antri Christoforou (CYP) (ruta i crono) | DNF-6      |
| 153        | Sofia Collinelli (ITA)                  | DNF-7      |
| 154        | Nathalie Eklund (SWE)                   | 89è        |
| 155        | Nguyễn Thị Thật (VIE) (ruta)            | DNF-7      |
| 156        | Elena Pirrone (ITA)                     | NP-6       |
| 157        | Giorgia Vettorello (ITA)                | 59è        |

| Tashkent City Women Professional Cycling Team TCW | Tashkent City Women Professional Cycling Team TCW | Tashkent City Women Professional Cycling Team TCW |
| ------------------------------------------------- | ------------------------------------------------- | ------------------------------------------------- |
| Núm                                               | Ciclista                                          | Pos                                               |
| 161                                               | Olga Zabelínskaia (UZB) (crono)                   | DNF-7                                             |
| 162                                               | Mohinabonu Elmurodova (UZB)                       | DNF-6                                             |
| 163                                               | Madina Kakhkhorova (UZB)                          | DNF-6                                             |
| 164                                               | Nafosat Kozieva (UZB)                             | DNF-6                                             |
| 165                                               | Anna Kuskova (UZB)                                | DNF-3                                             |
| 166                                               | Yanina Kuskova (UZB)                              | 85è                                               |
| 167                                               | Margarita Misyurina (UZB) (crono)                 | DNF-6                                             |

| Team dsm-firmenich PostNL DFP | Team dsm-firmenich PostNL DFP | Team dsm-firmenich PostNL DFP |
| ----------------------------- | ----------------------------- | ----------------------------- |
| Núm                           | Ciclista                      | Pos                           |
| 171                           | Juliette Labous (FRA) (ruta)  | 5è                            |
| 172                           | Francesca Barale (ITA)        | 51è                           |
| 173                           | Eleonora Ciabocco (ITA)       | DNF-8                         |
| 174                           | Franziska Koch (GER) (ruta)   | 49è                           |
| 175                           | Josie Nelson (GBR)            | 97è                           |
| 176                           | Becky Storrie (GBR)           | DNF-4                         |
| 177                           | Nienke Vinke (NED)            | 43è                           |

| Team Visma \| Lease a Bike TVL | Team Visma \| Lease a Bike TVL | Team Visma \| Lease a Bike TVL |
| ------------------------------ | ------------------------------ | ------------------------------ |
| Núm                            | Ciclista                       | Pos                            |
| 181                            | Fem van Empel (NED)            | DNF-5                          |
| 182                            | Carlijn Achtereekte (NED)      | 69è                            |
| 183                            | Femke de Vries (NED)           | 20è                            |
| 184                            | Mijntje Geurts (NED)           | NP-4                           |
| 185                            | Lieke Nooijen (NED)            | 42è                            |
| 186                            | Maud Oudeman (NED)             | NP-7                           |
| 187                            | Rosita Reijnhout (NED)         | NP-5                           |

| Top Girls Fassa Bortolo TOP | Top Girls Fassa Bortolo TOP | Top Girls Fassa Bortolo TOP |
| --------------------------- | --------------------------- | --------------------------- |
| Núm                         | Ciclista                    | Pos                         |
| 191                         | Giorgia Bariani (ITA)       | DNF-6                       |
| 192                         | Virginia Bortoli (ITA)      | DNF-7                       |
| 193                         | Alessia Missiaggia (ITA)    | 102è                        |
| 194                         | Iris Monticolo (ITA)        | DNF-8                       |
| 195                         | Alice Palazzi (ITA)         | 101è                        |
| 196                         | Elisa De Vallier (ITA)      | 79è                         |
| 197                         | Gaia Segato (ITA)           | 39è                         |

| UAE Team ADQ UAD | UAE Team ADQ UAD                 | UAE Team ADQ UAD |
| ---------------- | -------------------------------- | ---------------- |
| Núm              | Ciclista                         | Pos              |
| 201              | Chiara Consonni (ITA)            | NP-7             |
| 202              | Alena Amialiússik (BLR)          | 72è              |
| 203              | Eleonora Gasparrini (ITA)        | 35è              |
| 204              | Elizabeth Holden (GBR)           | 78è              |
| 205              | Erica Magnaldi (ITA)             | 14è              |
| 206              | Silvia Persico (ITA)             | 36è              |
| 207              | Dominika Włodarczyk (POL) (ruta) | 28è              |

| Uno-X Mobility UXM | Uno-X Mobility UXM                 | Uno-X Mobility UXM |
| ------------------ | ---------------------------------- | ------------------ |
| Núm                | Ciclista                           | Pos                |
| 211                | Anouska Koster (NED)               | 44è                |
| 212                | Katrine Aalerud (NOR) (crono)      | 33è                |
| 213                | Solbjørk Anderson (DEN)            | 19è                |
| 214                | Marte Berg Edseth (NOR)            | 61è                |
| 215                | Rebecca Koerner (DEN) (ruta)       | 94è                |
| 216                | Joscelin Lowden (GBR)              | DNF-7              |
| 217                | Mie Bjørndal Ottestad (NOR) (ruta) | 24è                |